# Tumasch Dolf

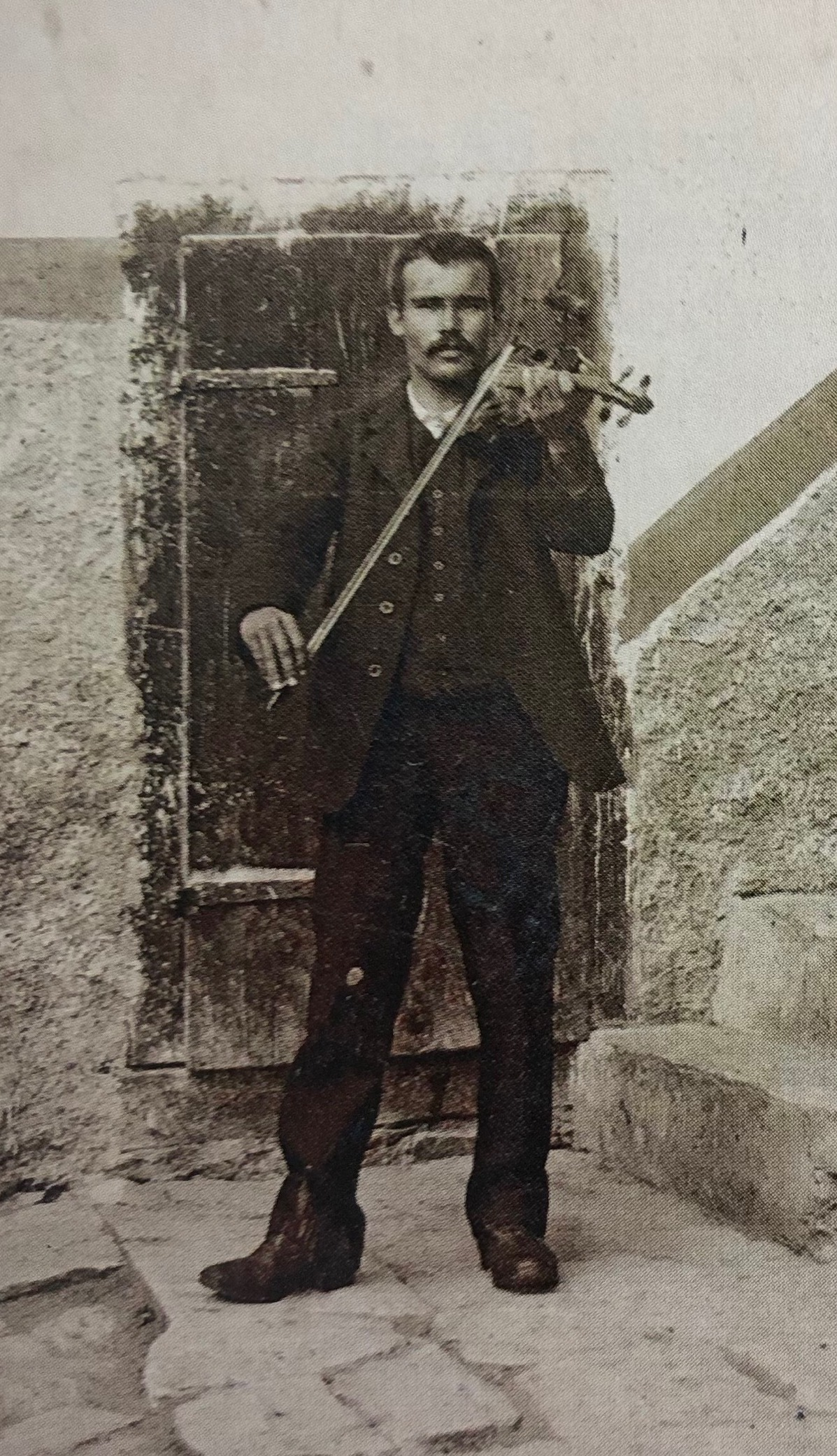
Tumasch Dolf mit Geige

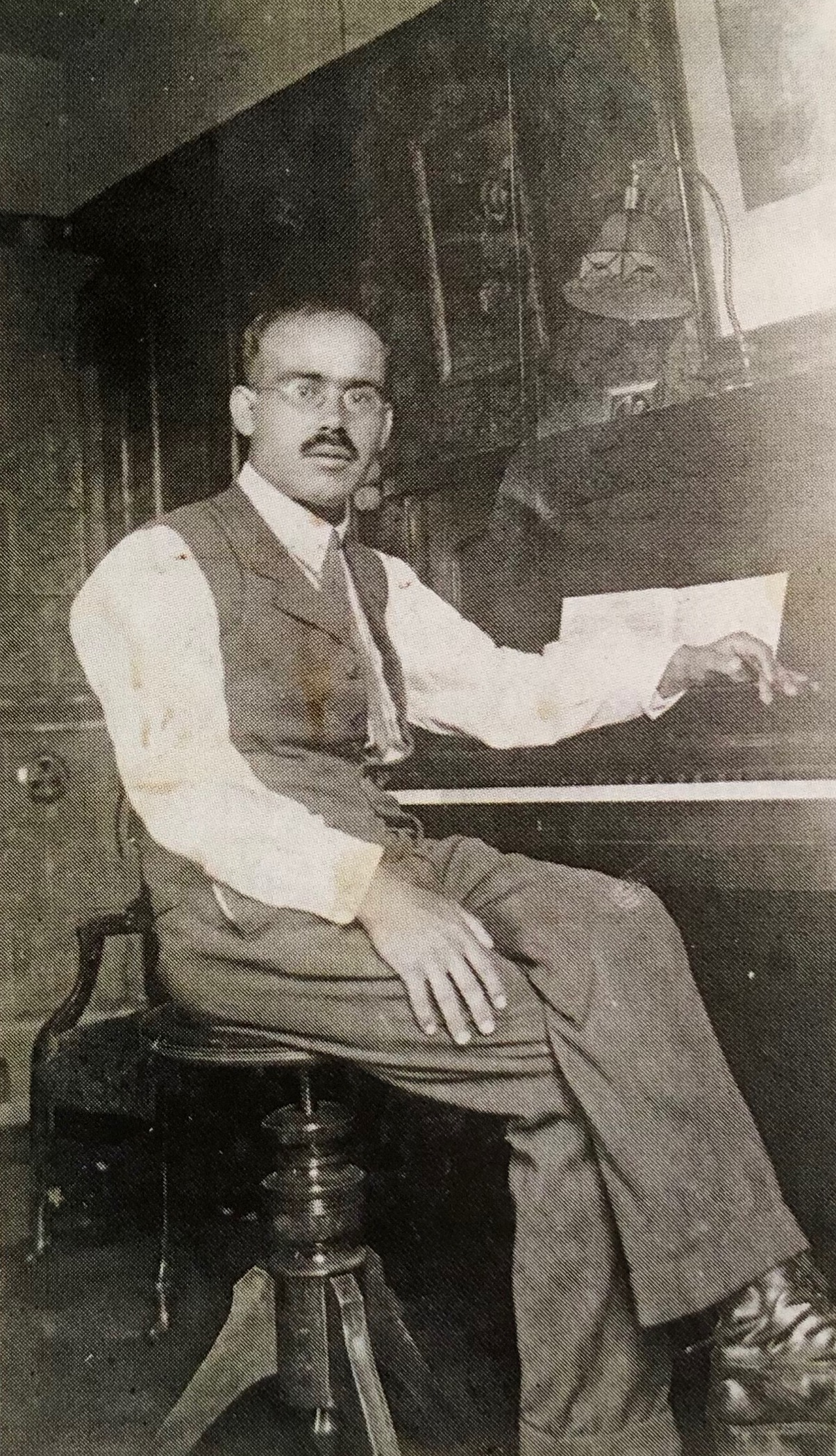
Am Klavier in Zillis

Tumasch Dolf (* 31. Juli 1889 in Mathon GR; † 3. Oktober 1963 in Zillis) war ein Schweizer Lehrer, Schulmusiker, Komponist, Chorleiter und Liedersammler aus dem rätoromanischsprachigen Schams im Kanton Graubünden.

## Leben
Dolf erwarb 1908 das Sekundarlehrerdiplom. In Zürich studierte er am Konservatorium bei Carl Vogler und erlangte 1921 das Schulmusikerdiplom. Von 1908 bis 1952 unterrichtete er in Donat, Zillis und Tamins. Von 1917 bis 1920 war er Präsident der Uniun rumantscha da Schons. 1912 beauftragte ihn Caspar Decurtins, Volkslieder des Schamserbergs zu sammeln und aufzuzeichnen. Die Textsammlung und 30 notierten Melodien publizierte er in den Annalas da la Societad Retorumantscha, die Kommentare dazu im Heimatbuch Schams.
Dolf war verheiratet mit Berta Plattner aus Langenbruck. Benedikt Dolf war sein Sohn.

## Werke
Kompositionen
Von Dolf stammen zahlreiche Kompositionen für Chor sowie Singspiele. Aus zwölf bekannten Volksliedmelodien schuf er 1924 sein bekanntestes Singspiel, die «Stiva da Filar» (Spinnstube). Im Auftrag der Schweizerischen Gesellschaft für Volkskunde zeichnete er rund 1000 Bündner Volkslieder auf. Er vertonte unter anderem Gedichte von Gion Mani (1918–1989), Gian Fontana, Peider Lansel, Leza Uffer (1912–1982), Sep Mudest Nay (1892–1945) und Alfons Tuor (1871–1904).
Zu Dolfs bekanntesten Kompositionen zählt das Lied Allas steilas (An die Sterne), eines der bekanntesten Lieder in sursilvanischer Sprache. Es bestehen zudem Tonaufnahmen mit Werken von Dolf, ebenso Ausgaben seiner Werke wie ein Erinnerungsband aus seiner Feder.
Erzählungen
- Meine Geige. Aus dem Sutselvischen übersetzt von Huldrych Blanke, Pano Verlag, Zürich 2004.

Nachlass
Dolfs Nachlass befindet sich im Staatsarchiv Graubünden.